# Автопортрет Шевченко (1861)
Автопортрет Шевченко — автопортрет, написанный Тарасом Шевченко зимой 1861 года в Санкт-Петербурге. Картина воспроизводит образ безнадёжно больного художника. Густой мрак, из которого выступает освещённое контрастным боковым светом лицо Шевченко, усиливает трагизм произведения.
В «Каталоге-путеводителе Республиканской юбилейной шевченковской выставки» отмечается, что на портрете была авторская монограмма и дата, но после реставрации в 1948—1949  годах они уже на картине не присутствовали. Этот автопортрет является копией портрета, который был выставлен на академической выставке в 1960 году. Дата создания картины основывается на воспоминаниях Александра Лазаревського:

 …январь и февраль [1861] просидел он почти безвыходно в комнате, изредка только посещая коротких знакомых. В это время он продолжал заниматься гравированием, писал копию с своего портрета, бывшего на выставке.— А. Лазаревский, Последний день жизни Т. Г. Шевченка, «Северная пчела», 1861, лютий, стр. 1
По свидетельству В. М. Лазаревского, этот портрет был предназначен для лотереи, деньги от которой должны были пойти на издательство литературы для народных школ.  По этому поводу В. М. Лазаревский пишет:

Этот последний разыгран был в лотерею (20 билетов по 10 p.), — выиграл архитектор Ал-др Ив. Резанов (впоследствии ректор Акад. художеств) и подарил мне».— «Русский библиофил», СПБ, 1914, № 1, стор. 20
Сейчас картина находится в Киеве в Национальном музее Тараса Шевченко.